# Lubuskie Trójmiasto
Lubuskie Trójmiasto (skrót LT lub L3M) – stowarzyszenie, do którego należy osiem gmin województwa lubuskiego: miasto Zielona Góra (miejsce siedziby LT), miasto Nowa Sól, gmina Sulechów, gmina Czerwieńsk, gmina Nowogród Bobrzański, gmina Otyń, gmina Świdnica i gmina Zabór.

## Dane statystyczne
Wszystkie dane według stanu na 31 grudnia 2020.
| Herb | Gmina               | Powierzchnia (km²) | Populacja |
|      | Zielona Góra        | 278,32             | 140 892   |
|      | Nowa Sól            | 21,80              | 38 191    |
|      | Sulechów            | 236,66             | 26 540    |
|      | Czerwieńsk          | 195,93             | 10 041    |
|      | Nowogród Bobrzański | 259,41             | 9381      |
|      | Otyń                | 91,64              | 7079      |
|      | Świdnica            | 160,80             | 6685      |
|      | Zabór               | 93,34              | 4409      |
|      | Razem               | 1337,90            | 243 218   |

## Lokalizacja
Osią komunikacyjną Lubuskiego Trójmiasta jest droga ekspresowa S3.
Centrum naukowym i kulturalnym LT jest Zielona Góra. Kształcenie na poziomie wyższym w regionie zapewnia Uniwersytet Zielonogórski oraz ośrodki dydaktyczne Uniwersytetu Szczecińskiego i Uniwersytetu Medycznego we Wrocławiu, a także dwie prywatne szkoły wyższe. W Nowej Soli znajdował się ZOD Akademii Górniczo-Hutniczej w Krakowie.

## Historia
Pomysł utworzenia Lubuskiego Trójmiasta narodził się w 2003 r. Porozumienie o współpracy między trzema miastami podpisane zostało 7 kwietnia 2004. 8 czerwca 2006 postanowieniem sądu rejonowego w Zielonej Górze, Stowarzyszenie Lubuskie Trójmiasto zostało wpisane do Krajowego Rejestru Sądowego, co jest równoznaczne z początkiem jego prawnego funkcjonowania. Na przestrzeni kilkunastu lat, Lubuskie Trójmiasto realizowało szereg działań na rzecz rozwoju partnerskich miast. Ścisła współpraca dotyczyła nie tylko działań skupiających się wokół gospodarki i turystyki. W centrum zainteresowań znalazły się także projekty komunikacyjne i logistyczne.
Punktem zwrotnym w kilkunastoletniej historii Lubuskiego Trójmiasta był 2020 r., gdy prezydenci Nowej Soli i Zielonej Góry oraz burmistrz Sulechowa podjęli decyzję o reaktywacji stowarzyszenia oraz jego rozszerzeniu o kolejnych 5 gmin (Czerwieńsk, Nowogród Bobrzański, Otyń, Świdnica i Zabór), by skuteczniej sięgać po środki unijne. Po przystąpieniu do stowarzyszenia Lubuskie Trójmiasto, wszystkie gminy członkowskie utworzyły Zielonogórsko–Nowosolski Obszar Funkcjonalny (ZNOF), w oparciu o który będą realizowane inwestycje z wykorzystaniem środków Unii Europejskiej w nowej perspektywie finansowej 2021–2027.

## Główne cele
1. Budowa szybkiej kolei miejskiej relacji Sulechów – Zielona Góra – Nowa Sól wraz z centrami przesiadkowymi;
2. Budowa zachodniej obwodnicy Zielonej Góry, omijającej osiedle Przylep, miejscowości Płoty i Czerwieńsk, prowadzącej przez most w Pomorsku i łączącej się docelowo z planowanym węzłem drogi ekspresowej S3 Sulechów Północ;
3. Budowa drugiego etapu obwodnicy południowej Zielonej Góry, prowadzącej do węzła drogi ekspresowej S3 Niedoradz;
4. Budowa ciągu komunikacyjnego południowej części Zielonogórsko–Nowosolskiego Obszaru Funkcjonalnego;
5. Budowa spójnej sieci ścieżek rowerowych, łączących miejscowości Zielonogórsko–Nowosolskiego Obszaru Funkcjonalnego, w tym łączenie ze sobą w system ścieżek już istniejących;
6. Wdrażanie rozwiązań usprawniających żeglugę na Odrze;
7. Realizacja projektów oświatowych przyczyniających się do zwiększenia konkurencyjności ofert edukacyjnych placówek oświatowych;
8. Realizacja projektów generujących pogłębioną, niekonkurencyjną specjalizację placówek służby zdrowia;
9. Realizacja projektów związanych z uzbrojeniem terenów inwestycyjnych;
10. Realizacja projektów turystycznych i inwestycji infrastrukturalnych z zakresu turystyki;
11. Realizacja zadań z zakresu ochrony środowiska oraz wsparcia i rozwoju kapitału przyrodniczego (rewitalizacja terenów zielonych).

## Podstawy prawne funkcjonowania
LT działa jako stowarzyszenie gmin na podstawie ustawy o samorządzie gminnym. Subsydiarnie stosuje się do niego przepisy ustawy – Prawo o stowarzyszeniach.

## Link zewnętrzny
- Oficjalna strona internetowa